# Francisco Pizarro
Francisco Pizarro (født ca. 1471, død 26. juni 1541) var spansk conquistador, erobrer af Inkariget og grundlægger af byen Lima – hovedstaden i det nuværende Peru.
Francisco Pizarro blev født i 1470'erne i Trujillo, (Extremadura), Spanien. Han var uægte søn af oberst Gonzalo Pizarro (senior) og ældste bror til Gonzalo Pizarro (junior), Juan Pizarro og Hernando Pizarro. Som ung kom han til den nye verden, hvor han blandt andet gjorde tjeneste på et utal af ekspeditioner ind over det mellemamerikanske fastland i jagten på indianere og hurtige penge. Det var på en ekspedition i 1513 under ledelse af Vasco Núñez de Balboa, at Francisco Pizarro som en de første spaniere nogensinde kunne betragte Stillehavets storslåede natur. Hans grandfætter var Hernándo Cortés, erobrer af Mexico.
Francisco Pizarro fik derudover også to børn med den sidste Sapa Inka Atahualpas søster.